# I Am the Walrus
〈I Am the Walrus〉는 영국의 록 밴드 비틀즈가 1967년 11월에 발표한 노래다. 그해 12월 방영한 비틀즈의 텔레비전 영화 《매지컬 미스테리 투어》에도 등장했다. 노래는 동명의 영국 더블 EP과 미국 LP에도 수록되었고, B면에 〈Hello, Goodbye〉를 담고 발매한 싱글은 차트 1위를 기록하는 히트를 쳤다.
노래의 하이라이트에는 윌리엄 셰익스피어의 희곡 《리어왕》의 일부 내용을 그대로 낭독하였다.

## 배경
브라이언 엡스타인이 1967년 8월 27일 사망한 이후, 비틀즈는 창작열에 불타올랐다. 그러나 그 전 밴드는 며칠 간을 충격 속에 보냈고, 폴 매카트니는 그들의 비탄을 통제할 한 가지 묘수를 떠올린다. 바로 스튜디오로 돌아가는 것이었다. 9월 5일부터 시작된 작업에서, 존 레논은 자신이 졸업한 고등학교의 학생이 비틀즈의 가사에서 숨겨진 의미를 찾는 공부를 하고 있다는 편지에서 영감을 받은 새 일렉트릭 곡을 가져왔다. 레논은 〈I Am the Walrus〉의 솔로 어쿠스틱 버전을 연주했고, 당시 상황을 엔지니어 제프 에머릭은 이렇게 회상했다. "모두가 어리둥절 해 있었다. 멜로디는 크게 두 개로 구성돼 있었는데, 가사는 꽤나 넌센스해 보였다." 등장하는 해마는 루이스 캐럴의 시 〈해마와 목수〉 (《거울 나라의 앨리스》에서 등장)에서 가져왔다. 레논은 시에서 등장하는 해마가 실은 악당이었다는 사실을 뒤늦게 알고는 경악했다.
조지 마틴은 "날 제외하고 너희끼리 뭘 하려는 심산이지?"라고 말했다. 결국에는 모두가 트랙에 참여했다. 레논은 단순한 일렉트릭 형태의 반주를 붙였고, 매카트니는 스타가 박자를 지킬 수 있도록 탬버린을 흔들었다. 매카트니의 이러한 근면성실함은 밴드를 집중할 수 있도록 도왔고, 에머릭은 이 순간을 회상하며 "폴의 가장 멋진 순간"이라고 했다. 트랙은 후기 제작에서 강렬하며, 멍한 느낌을 가질 수 있었다. 초기에 받은 충격에도 아랑곳 않고, 마틴은 능수능란한 솜씨로 오케스트라 편곡을 작곡해 마치 어지럼증과 같은 느낌을 부여했다. 마치 달에서 온 사운드를 원했던 레논은, 자신의 목소리를 최대한 찌그려뜨려 달라는 부탁을 했다.
레논은 "낱말들은 사실 별 의미가 없다"며 "사람들이 너무나 많은 추측을 했고, 그건 하나같이 말도 안 되는 것이었다. 'I am the Eggman?'의 진정한 뜻이 뭐냐고? 나도 잘 모른다. 그건 푸딩 그릇이 될 수도 있었다."고 말했다. 가사는 그 내부에 수많은 말장난이 포함돼 있다. "Semolina pilchard"는 런던의 마약계 경찰인 노먼 필처에 대한 언급이다. 그는 믹 재거나 키스 리처즈와 같은 록 스타를 잡아들이곤 했다. 그리고 "The Eggman"은 캐롤의 험티 덤티와 레논이 에릭 버든으로부터 들은, 그 무렵 한 소녀가 애니멀스의 프론트맨과 섹스 도중 그 위에서 달걀을 깨뜨렸다는 얘기에 기원이 있다. 이듬해의 화이트 앨범에서, 레논은 〈Glass Onion〉에 "해마는 폴이다(The walrus was Paul)"라는 곡의 언급을 했다. 이는 엡스타인의 죽음 이후 그룹을 규합할 수 있도록 도운 매카트니의 대한 그만의 감사 방법이었다.

## 참여 인원
- 존 레논 – 리드 보컬, 일렉트릭 피아노, 멜로트론
- 폴 매카트니 – 베이스 기타, 탬버린
- 조지 해리슨 – 일렉트릭 기타
- 링고 스타 – 드럼
- 조지 마틴이 오케스트레이션, 감독 및 제작
- 세션 뮤지션  –  현악기, 금관 악기, 그리고 목관악기
- 마이클 새맨스 싱어스 – 백킹 보컬
- 레이 토마스 – 백킹 보컬[3]
- 마이크 핀더 – 백킹 보컬[3]
- 제프 에머릭, 캔 스콧이 엔지니어링
- 존 레논과 제프 에머릭이 믹스함

## 참고 문헌
- “I Am the Walrus”. 《About The Beatles》. 2008. 2008년 3월 12일에 확인함.
- Aldridge, Alan, 편집. (1990). 《The Beatles Illustrated Lyrics》. Boston: Houghton Mifflin / Seymour Lawrence. ISBN 0-395-59426-X.
- Davies, Hunter (2002). “My Friend John”. 2007년 12월 7일에 확인함.
- “Styx's Live Walrus Recording to Debut on iTunes; Styx's Version of "I Am the Walrus" Hits Top 10 on Classic Rock Charts”. 《Encyclopedia.com》. 2004년 11월 17일. 2007년 7월 23일에 확인함.
- Fontenot, Robert (2007). “I Am the Walrus”. 《About.com》. 2008년 1월 20일에 원본 문서에서 보존된 문서. 2007년 12월 7일에 확인함.
- Johnson, Derek (1967년 11월 18일). “Hello Goodbye/I am the Walrus”. 《NME》.
- Lewisohn, Mark (1988). 《The Beatles Recording Sessions》. New York: Harmony Books. ISBN 0-517-57066-1.
- Logan, Nick (1967년 11월 25일). “Magical Mystery Tour”. 《NME》.
- Miles, Barry (1997). 《Paul McCartney: Many Years From Now》. New York: Henry Holt & Company. ISBN 0-8050-5249-6.
- Pollack, Alan W. (1996). “Notes on 'I Am the Walrus'”. 2007년 6월 8일에 확인함.
- Sheff, David (2000). 《All We Are Saying: The Last Major Interview with John Lennon and Yoko Ono》. New York: St. Martin's Press. ISBN 0-312-25464-4.
- Unterberger, Richie (2007). [(영어) https://www.allmusic.com/song/t995688 “I Am the Walrus”] |url= 값 확인 필요 (도움말). 《AllMusic》. 2007년 6월 6일에 확인함.